# Cultura do conflito construtivo

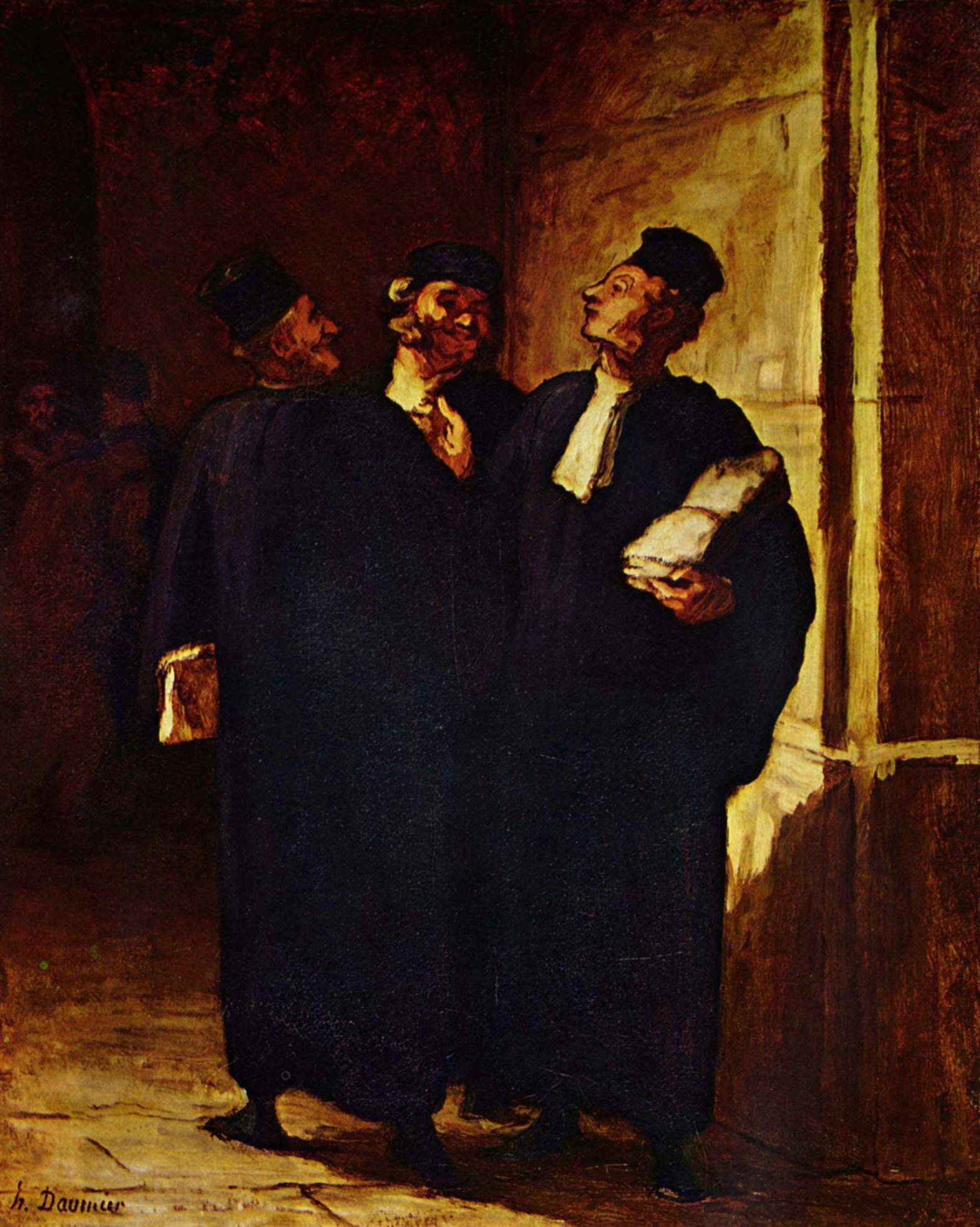
Três advogados conversando, pintura de Honoré Daumier

O termo Cultura do conflito construtivo (tradução do termo em alemão "Streitkultur") pode ser definido sob vários aspectos (psicológico, jurídico, literário, sociológico, filosófico, teológico, histórico, etc.).
De forma semelhante ao conceito de cultura política, tem sido usado não apenas como um termo das ciências sociais, mas também na linguagem cotidiana e política.  Possuir uma cultura do conflito construtivo significa defender o próprio ponto de vista através de palavras e recursos reconhecendo que o outro tem (e tem o direito de ter) um ponto de vista divergente. A cultura do conflito construtivo inclui, ainda, a convicção de que o conflito pode, a princípio, produzir um resultado positivo ou significativo, já que questiona antigas normas e fatos e atenta para a possibilidade de alternativas, independente de quão úteis ou adequadas sejam as soluções habituais.

## Democracia e cultura do conflito construtivo
Em uma sociedade democrática existe um princípio fundamental: pessoas diferentes possuem opiniões diferentes. A democracia parlamentar vive do confronto político, de interesses conflitantes e da procura por um equilíbrio entre esses interesses. Em sistemas autocráticos, o conflito é geralmente interpretado como enfraquecimento da comunidade e até como um desvio das normas consolidadas e aceitas.
Por isso, uma cultura de conflito construtivo é exigida cada vez com mais frequência na política. Na sociedade de hoje, fortemente influenciada pelos meios de comunicação, a discussão e o debate são frequentemente evitados. Há, muitas vezes, a queixa de que os pontos de vista só são apresentados de forma a agradar a mídia. Mas a discussão justa sobre o assunto e a busca por um meio termo razoável são essenciais à democracia. A democracia requer o conflito e para o conflito é necessária a cultura do conflito construtivo.

## Conflito construtivo
O princípio de uma cultura do conflito construtivo reza: conflitos entre indivíduos e grupos são normais. São a consequência natural e mesmo necessária de uma convivência humana saudável. O problema está menos na existência de conflitos, e mais em como eles são conduzidos, isto é, como as partes do conflito reagem: de forma ponderada e cooperativa ou com violência.
A cultura do conflito construtivo consiste em expor a opinião ao outro franca e razoavelmente, sem ofender. Uma cultura do conflito construtivo engloba, entre outros, os seguintes elementos (regras para um conflito equilibrado):
- O conflito é visto como um fenômeno cotidiano normal;
- O conflito é algo fundamentalmente permitido;
- O conflito é abordado diferentemente, de acordo com seu nível de intensidade;
- A condução do conflito está sujeita a regras de conduta compartilhadas;
- Todas as partes do conflito têm direitos, como por exemplo o de postergá-lo ou o de tomar o tempo para refletir;
- O conflito não é uma competição esportiva;
- Um conflito bem conduzido se encerra com uma integração, e não com a vitória de uma das partes sobre a outra;
- Após a resolução do conflito, a relação entre as partes não deve resultar permanentemente prejudicada.

## O aprendizado da cultura do conflito construtivo
Embora não se apliquem a todas as situações, algumas medidas se provaram úteis para uma discussão positiva no ensino da condução do conflito:
- Discussão das regras para um debate equilibrado;
- Alertar para a existência de algumas perturbações na cultura do conflito construtivo. Por exemplo, a atribuição do papel de bode expiatório e o impacto do preconceito sobre a predisposição à violência;
- Exercitar a troca de perspectiva, isto é, aprender a compreender os sentimentos e medos dos participantes do conflito;
- Aprender a procurar e encontrar soluções criativas para o conflito que sejam satisfatórias para todos os envolvidos;
- Ser exposto a um exemplo de uma cultura de conflito construtivo aceitável;
- Provocar a oposição constante a posturas de debate inadequadas.

## Métodos da erística
Numa cultura de conflito construtivo, é indispensável conhecer os métodos da erística, a fim de identificar falácias argumentativas e saber como lidar com elas. A tais métodos, pertence a rabularia, isto é, a "arte" de, literalmente, ter razão em algo que é, em si, desonesto e indefensável.
A expressão "defesa Chewbacca" é um termo comum, sobretudo nos Estados Unidos, para designar uma defesa jurídica ou política para um ponto de vista com argumentos sem sentido.
Foi publicado postumamente em 1864 o esboço inacabado da Dialética erística, de Arthur Schopenhauer, um manual que ensina a arte de vencer um debate sem ter razão. O manuscrito de Schopenhauer trazia uma lista com 38 estratagemas retóricos concretos, por ele descritos como artifícios.
Na terminologia filosófica, a falácia da conclusão irrelevante se refere a um erro lógico que consiste em, ao apresentar uma evidência, provar uma conclusão diferente daquela a que se referia a pergunta, originalmente. Assim, tem-se uma evidência válida, mas que prova uma asserção irrelevante.
Já no argumento Tu quoque, entrecortam-se duas áreas: primeiro, a correção dum comportamento e, depois, a legitimidade para criticar o comportamento do outro.